# Just Cause (serie televisiva)
Just Cause è una serie televisiva statunitense andata in onda per una sola stagione sulla rete PAX Network. La serie si compone di 22 episodi.

## Episodi
| Stagione       | Episodi | Prima TV originale | Prima TV Italia |
| -------------- | ------- | ------------------ | --------------- |
| Prima stagione | 22      | --                 | --              |

## Trama
Alex DeMonaco è stata arrestata per un reato che non aveva commesso. Mentre era in prigione, ha acquisito una laurea in legge e, dopo il suo rilascio, riesce a ottenere un lavoro come assistente presso uno studio legale.